# Forges, Charente-Maritime
Forges är en kommun i departementet Charente-Maritime i regionen Nouvelle-Aquitaine i västra Frankrike. Kommunen ligger  i kantonen Aigrefeuille-d'Aunis som ligger i arrondissementet Rochefort. År 2022 hade Forges 1 323 invånare.

## Befolkningsutveckling
Antalet invånare i kommunen Forges
Referens:INSEE